# Casa Beringola
La Casa Beringola, o Cal Beringola, és un edifici del municipi de Reus (Baix Camp) inclòs en l'Inventari del Patrimoni Arquitectònic de Catalunya, situat a la Plaça de Prim en la seva façana més important i en part al carrer de Sant Joan.

## Descripció
L'edifici consta de planta baixa, on hi havia oberta una sucursal de la Caixa d'Estalvis Provincial, i a més locals de la Llotja de Contractació de Reus que depèn de la Cambra de Comerç, i tres pisos.
La planta baixa és porticada com tota l'alineació d'aquest lateral de la plaça. Disposa de quatre arcs de mig punt, que reposen en sengles columnes.
A la plaça hi ha quatre mòduls iguals, que pràcticament de baix a dalt es va repetint tots els elements d'aquesta zona practicada: pilars de secció quadrada i arcs de mig punt; balcons individuals amb porticons, muntants neoclàssics i un parell de mènsules per cada unitat; cornisa amb mènsules continuades gairebé a la mateixa alçada que les corresponents al Teatre Fortuny i la Casa Suqué donant un sentit d'unitat a les façanes dels tres edificis, i a la coberta, el muret format per balustres i pilars.

## Història
Antoni Beringola Marcó (Reus 1824 - 1888) va ser un comerciant que s'havia enriquit a Cuba, membre de la junta del Banc de Reus, president d'El Círcol, diputat provincial i iniciador de les obres de construcció d'aquella part de la plaça de Prim que inclou els edificis esmentats. El seu fill va ser, de fet, qui va fer el seguiment de la construcció d'aquesta casa. L'edifici va ocupar part del solar del convent i els horts de les monges carmelites descalces, que havia estat expropiat i enderrocat per la Junta Revolucionària de Reus el 1868, a l'inici del Sexenni democràtic.
Plànol a escala 1:50 amb data del 14 de novembre de 1882, signat per "Arquitecto Director Francisco Blanch y Pons, con el visto bueno del Arquitecto Provincila Francisco Barba Masip". Propietari: Francisco Beringola Gener. El primer projecte el va signar Francesc Blanch quan era arquitecte municipal l'any 1881, i el segon, el de 1882, quan ja no ho era, coincideix quasi exactament amb l'anterior. Les tres plantes estan destinades a habitatges, i la tercera és de menor altura. Actualment una part dels pisos l'ocupen dependències del Círcol.
L'impost municipal va significar "ciento treinta y siete pesetas, veinte y siete céntimos".
Un plànol d'aquest edifici es va trobar a l'Arxiu Diocesà de Tarragona al realitzar la investigació de l'arquitecte Ramon Salas i Ricomà.